# Mutació somàtica
Una mutació somàtica és un canvi en la seqüència de l'ADN d'una cèl·lula somàtica en un organisme multicel·lular que conté cèl·lules sexuals, és a dir, qualsevol mutació que succeeix en una cèl·lula diferent als gàmetes o gametòcits. Les mutacions somàtiques no es poden transmetre a la descendència, al contrari que les mutacions germinals pròpies de les cèl·lules sexuals. A més, es trobaran en totes les cèl·lules somàtiques de l'organisme provinents de la cèl·lula que conté la mutació. Diversos tipus de càncers són producte de l'acumulació de mutacions somàtiques.